# Barcia (Lalín)
Barcia (oficialmente Santo Estevo de Barcia) es una parroquia española del municipio de Lalín, perteneciente a la provincia de Pontevedra, en la comunidad autónoma de Galicia.

## Historia
Hacia mediados del siglo XIX, el lugar, ya por entonces perteneciente a Lalín, tenía contabilizada una población de 298 habitantes. Aparece descrito en el cuarto volumen del Diccionario geográfico-estadístico-histórico de España y sus posesiones de Ultramar de Pascual Madoz con las siguientes palabras:

BARCIA (San Estéban de): felig. en la prov. de Pontevedra (8 leg.), dióc. de Lugo (12), part. jud. y ayunt. de Lalin (2): sit. sobre la márgen der. del r. Deza, con clima templado y sano; comprende los l. de Afonsin, Amboade, Bárcia, Far Outeiro y Ribela que reune 51 casas de medianas comodidades. La igl. parr. (San Estéban) es matriz de la de Santiago de Ansean y el curato de entrada y patronato lego. Su térm. confina con el del mencionado anejo, y con las felig. de Sotolongo, Doade y Villatuge: el terreno participa de monte, arbolado y de llano fértil, que se presta al cultivo: los caminos son locales y malos, el correo se recibe por Lalin; prod.: centeno, maiz, trigo, patatas, hortalizas, algunas legumbres, castañas y frutas: cria ganado vacuno, lanar y de cerda: hay alguna caza y pesca; pobl.: 53 vec., 298 alm.; contr.: con su ayunt. (V.)
(Madoz, 1846, p. 13)

En 2022, tenía empadronados 207 habitantes.